# Adiantum formosum
Espèce
Adiantum formosum est une espèce de fougères de la famille des Pteridaceae originaire d'Australie et de Nouvelle-Zélande. C'est l'une des nombreuses espèces décrite par le botaniste écossais Robert Brown, figurant dans son travail de 1810 Prodromus Florae Novae Hollandiae et Insulae Van Diemen. Son épithète spécifique vient de l'adjectif latin formosus qui veut dire « beau ». 
C'est une plante attrayante avec des frondes atteignant jusqu'à 120 cm de hauteur. Son rhizome est exceptionnellement profond, pouvant atteindre jusqu'à 60 cm (de profondeur. Les tiges sont de couleur noire et peuvent atteindre 90 cm de longueur, les frondes sont triangulaires avec des portions rectangulaires. Le dernier segment de la fronde est irrégulier et asymétrique, au bout d'une courte tige. Elle a de 1 à 10 sores le long du bord de sa face inférieure.  
On la trouve au Queensland, en Nouvelle-Galles du Sud et au Victoria où elle est moins commune. On la trouve également en Nouvelle-Zélande. Elle pousse généralement dans les zones humides ou le long des ruisseaux sur des sols alluviaux, on la rencontre surtout dans les forêts tropicales ou dans les bois d'eucalyptus où elle peut former de grandes colonies. 
Elle est facile à cultiver en conteneur. Elle semble entrer en dormance pendant les mois les plus froids et se développer rapidement au cours de l'été. Une variété plus petite, panachée, cultivée est disponible dans le commerce. 